# Vladimir Jarošenko
Vladimir Jarošenko (in russo Владимир Ярошенко?; Slavyansk-na-Kubani, 2 novembre 1985) è un ballerino russo naturalizzato polacco.

## Biografia
Vladimir Jarošenko è nato a Slavyansk-na-Kubani e ha cominciato a studiare danza nel 1998. Nel 2003 si è unito al Balletto di Krasnodar in veste di solista e nei quattro anni successivi, sotto la supervisione di Jurij Grigorovič, ha danzato i ruoli dei protagonisti maschili in Romeo e Giulietta, Il lago dei cigni, Raymonda e Le Corsaire.
Dopo essersi trasferito in Polonia con la moglie Olga nel 2007, è diventato primo solista del Grande Teatro-Opera Nazionale nel 2010 e poi primo ballerino del Balletto Nazionale Polacco nel 2020. Acclamato danseur noble, in Polonia ha danzato molti dei grandi ruoli maschili del repertorio, tra cui il Principe ne Lo schiaccianoci, Lenski nell'Onegin di John Cranko, Il principe Siegfried nel Lago dei cigni di Irek Mukhamedov, Fryderyk in Chopin, l'artista romantico di Patrice Bart, Il principe Désiré in La bella addormentata nella versione di Jurij Grigorovič, il principe nella Cenerentola di Frederick Ashton, il prescelto ne La sagra di primavera di Maurice Béjart, Solor e l'Idolo d'Oro ne La Bayadère di Natalija Makarova, Teseo/Oberon e Lisandro nel Sogno di una notte di mezza estate di John Neumeier, Basilio ed Espada nel Don Chisciotte di Alexei Fadeyechev, Petruccio in La bisbetica domata di John Cranko, Armand Duval ne La signora delle camelie di John Neumeier, Rudolf nel Mayerling di Kenneth MacMillan, Conrad ne Le Corsaire di Manuel Legris e Albert nella Giselle di Maina Gielgud. Ha anche creato i ruoli principali nei balletti di Krzysztof Pastor, direttore del Balletto Nazionale Polacco, come: Romeo in Romeo e Giulietta, Casanova in Casanova a Varsavia, Prospero in La tempesta, Tsarewicz Niki nel Il lago dei cigni e il Conte Dracula in Dracula.
Ha ricevuto tre volte il Jan Kiepura Theatre Music Award come miglior ballerino classico in Polonia nel 2014, 2017 e nel 2022.